# Impliziter Assoziationstest

Beispiel eines klassischen Geschlechts-IATs. Die grünen Wörter stehen für die Belegung der Reaktionstasten.

Der Implizite Assoziationstest (kurz: IAT) ist ein Messverfahren in der Sozialpsychologie. Er wird verwendet, um die Stärke der Assoziationen zwischen einzelnen Elementen des Gedächtnisses zu messen. Das implizite Verfahren geht auf Greenwald, McGhee und Schwartz (1998) zurück.
Der IAT wird am Computer durchgeführt und basiert auf der Idee, dass es Personen leichter fällt, auf assoziierte Konzepte mit derselben Antworttaste, anstatt mit einer entgegengesetzten Antworttaste zu reagieren.
Der IAT wird hauptsächlich zur impliziten Messung von Einstellungen gegenüber Objekten des Selbstwerts (self-esteem), der Identität (self-identity) und der Stereotype verwendet, ist jedoch, theoretisch betrachtet, auf jegliche Gedächtnisinhalte anwendbar, sofern sie im Gedächtnis in perzeptuellem (visuellem) oder semantischem Format gespeichert sind.

## Theoretischer Hintergrund
Dem IAT liegt die Annahme zugrunde, dass Informationen im Gedächtnis mittels eines assoziativen Netzwerks (Collins & Loftus, 1975) organisiert sind. Werden Knoten des Netzwerks bspw. durch perzeptuelle Informationen aktiviert, breitet sich die Aktivierung innerhalb des Netzwerks aus, assoziierte Knoten werden somit ebenfalls aktiviert. Meyer & Schvaneveldt (1971) konnten zeigen, dass Personen beispielsweise schneller auf das Wort Krankenschwester reagieren, wenn kurz vorher das Wort Doktor präsentiert wurde, und langsamer, wenn vorher bspw. das Wort Baum präsentiert wurde. Erklärt wird dies durch die Aktivierungsausbreitung mittels der assoziativen Verbindung von Krankenschwester und Doktor. Diesen Effekt nennt man semantisches Priming.
Fazio et al. (1986) konnten zeigen, dass Personen bei Kategorisierungsaufgaben schneller reagieren, wenn vor dem zu bewertenden Wort den Personen ein Wort präsentiert wurde, das die gleiche Valenz (d. h. den affektiven Wert, z. B. positiv oder negativ) aufweist. Diesen Effekt nennt man affektives Priming. Er wird als Beleg für automatische Bewertung von Einstellungsobjekten betrachtet. Auf den IAT bezogen bedeutet dies, dass Personen dann schneller reagieren, wenn Beurteilungsobjekt und evaluativer Wert der Kategorie auf derselben Antworttaste liegen, da das Einstellungsobjekt die assoziierte Valenzkategorie mittels assoziativer Verbindungen mitaktiviert.

## Verfahren
Beim IAT sollen die Personen mittels Tastendruck Reize kategorisieren, die entweder eine bestimmte Eigenschaft aufweisen (bspw. positive oder negative Wörter) oder einem von zwei Zielkonzepten angehören, die sich nicht überlappen (bspw. weibliche oder männliche Namen). Der IAT besteht aus fünf Phasen, die im Folgenden am Beispiel des Geschlechts-IATs näher beschrieben werden.

### Standardprozedur
Die ersten beiden Phasen werden zur Einübung der Kategorisierungsaufgabe genutzt. In der ersten Phase werden den Personen Wörter präsentiert, die sie mittels Tastendruck als positiv oder negativ kategorisieren sollen.
In der zweiten Phase sollen die Personen Vornamen nach männlich oder weiblich kategorisieren.
In der dritten Phase werden nun die Aufgaben aus den ersten beiden Phasen kombiniert, und die Antworttasten sind doppelt belegt. Auf positive Wörter und männliche Namen sollen die Personen mit der linken Taste reagieren, auf negative Wörter und weibliche Namen mit der rechten Taste.
In der vierten Phase wird die Tastenkombination bezüglich der Zielkonzepte vertauscht, die Personen sollen nun mit der linken Taste auf weibliche Namen reagieren und mit der rechten Taste auf männliche Namen.
Die fünfte Phase gleicht der dritten Phase, mit dem Unterschied, dass nun die Personen auf positive Wörter und weibliche Namen mit der linken Taste reagieren sollen und auf negative Wörter und männliche Namen mit der rechten Taste.

### IAT-Effekt
Die Auswertung erfolgt durch den Vergleich der Reaktionszeiten in der dritten Phase mit denen in der fünften Phase. Personen reagieren in der Phase durchschnittlich schneller, die für sie eine kompatible Tastenzuordnung aufweist (bspw. positiv und weibliche Namen). Der IAT-Effekt wird als Maß der Stärke assoziativer Verknüpfungen zwischen den Zielkonzepten und den Attributausprägungen interpretiert.

## Probleme mit dem IAT
Da der IAT-Effekt ein relatives Maß ist, lässt sich nicht genau bestimmen, wie er zustande kommt. Unterschiedliche Muster von Assoziationen können prinzipiell zum gleichen IAT-Effekt führen. Mierke & Klauer (2003) fanden zudem Hinweise, dass der IAT-Effekt auch ohne das Vorliegen von Assoziationen auftreten kann: „Wenn assoziative Verknüpfungen nur hinreichend, nicht aber notwendig für das Auftreten der Effekte sind, kann nicht vom Auftreten eines IAT-Effekts auf das Vorliegen bestimmter Assoziationen geschlossen werden“.
Ein weiteres Problem stellt die zu geringe Retest-Reliabilität dar, auch wenn die interne Konsistenz zum Teil ausreichend ist. Dies ist deshalb als problematisch zu sehen, weil semantische Netzwerke über einen gewissen Zeitraum zumindest relativ stabil sein müssten, auch wenn sie grundsätzlich veränderbar sind. Deshalb sind differentielle Aussagen (also über Persönlichkeitsunterschiede) mit Vorsicht zu genießen. Die unterschiedlichen Test-Resultate bei ein und derselben Person werden mit der Mehrdimensionalität der sozialen Identität, der Selbst-Stereotypisierung und der Selbstkategorisierung dieser Person erklärt. Aufgrund dessen lassen sich auch verschiedene Assoziationstärken durch Aktivierung verschiedener Selbstkonzepte willentlich ändern oder beeinflussen.
Weiterhin kann die Grundannahme des IAT, dass nämlich eine Assoziation zwischen kognitiven Konzepten die Basis für die Varianz der Reaktionszeit darstellt, hinterfragt werden. So können nämlich Figur-Grund-Asymmetrien und die daraus resultierenden Salienz-Unterschiede die Ergebnisse des IAT gleichermaßen erklären.
Der Zusammenhang zwischen expliziter und impliziter Assoziation ist bislang wenig erforscht.
Die Verfälschbarkeit von IATs zeigt zudem, dass IATs nicht ausschließlich implizite Assoziationen messen, sondern dass IAT-Ergebnisse in gewissem Umfang beeinflussbar und verfälschbar sind.
Auch aufgrund der angesprochenen Probleme von IATs stehen mittlerweile neben den traditionellem IAT-Effekt (i. d. R. D measures) komplexere Algorithmen zur Auswertung von IATs zur Verfügung, welche verschiedene Varianzquellen von IAT-Effekten unterscheidbar machen (z. B. Diffusionsmodell, Quad-Modell und ReAL-Modell). Diffusionsmodellanalysen ermöglichen es bspw., drei separate IAT-Effekte (statt einem globalen IAT-Effekt) zu ermitteln, welche zu unterschiedlichen Anteilen Konstruktvarianz, Methodenvarianz und Fälschungsvarianz enthalten und als IATv, IATa und IATt0 bezeichnet werden.

## IAT-Varianten

### Single-Target IAT
Um die Relativität des IAT-Effekts zu umgehen und ein absolutes Maß der Bewertung einzelner Kategorien zu erhalten, wird beim Single-Target IAT (Wigboldus, 2003) pro Phase immer nur ein Zielkonzept präsentiert.
Wie beim klassischen IAT werden den Personen in der ersten Phase positive und negative Wörter präsentiert, die sie mittels Tastendruck als positiv oder negativ klassifizieren sollen. Im Gegensatz zum IAT ist in den nachfolgenden Phasen immer nur eine Antworttaste doppelt belegt. Im Falle des Gender-IATs werden die Personen gebeten, in der zweiten Phase auf positive Wörter mit der linken Taste zu reagieren und auf negative Wörter und Männernamen mit der rechten Taste. In der dritten Phase wird die Doppelbelegung der Tasten umgedreht: Die Personen werden gebeten, mit der linken Taste auf positive Wörter und Männernamen zu reagieren und auf negative Wörter mit der rechten Taste. Beide Phasen werden wiederholt, mit dem Unterschied, dass Frauen- statt Männernamen verwendet werden.

### Extrinsisch-affektive Simon-Task (EAST)

Beispiel einer Geschlechts-EAST. Die farbigen Wörter am unteren Bildschirmrand stehen für die Belegung der Reaktionstasten.

Die extrinsisch-affektive Simon-Aufgabe (De Houwer, 2003) basiert auf einer Kombination von IAT-Elementen mit dem affektiven Simon-Effekt. Wie beim IAT werden zwei Zielkonzepte genutzt. Die Aufgabe der Personen besteht darin, auf farbige Reize (meist Wörter) mit einer von zwei Tasten zu reagieren, die jeweils doppelt belegt sind (Reizfarbe und Valenz). Die Personen werden beispielsweise gebeten, auf positive, weiße Wörter mit der linken Taste zu reagieren, auf negative weiße Wörter mit der rechten Taste. Zudem sollen sie zusätzlich mit der linken Antworttaste auf bspw. blaue Wörter (die inhaltlich dem einen Zielkonzept entsprechen) reagieren, auf bspw. gelbe Wörter (die inhaltlich dem anderen Zielkonzept entsprechen) mit der rechten Antworttaste. Die Personen klassifizieren die Reize für gewöhnlich dann schneller, wenn die Valenz, die durch Verarbeitung des Reizinhalts mitaktiviert wird, und die Reizfarbe auf derselben Antworttaste liegen. Im obigen Beispiel würde man erwarten, dass die Personen auf positive blaue Wörter schneller reagieren als auf positive gelbe Wörter, da auf positiv und blau mit derselben Antworttaste reagiert werden soll.

### Go/No-go Association Task (GNAT)
Bei der Go/No-go-Assoziationsaufgabe (GNAT) von Nosek und Banaji (2001) wird im Gegensatz zum klassischen IAT nur ein Zielkonzept genutzt. Damit wird das Problem der Relativität der IAT-Ergebnisse umgangen. Aufgabe der Person ist es, auf bestimmte Reize zu reagieren (go), auf andere jedoch nicht (no-go). Der Person werden nacheinander positive, negative und Reize des Zielkonzepts präsentiert. In einem Durchgang soll die Person auf positive Reize und Reize des Zielkonzepts reagieren, in einem anderen Durchgang auf negative Reize und Reize des Zielkonzepts. Auf die verbleibenden Reize (je nach Durchgang entweder negativ oder positiv) soll nicht reagiert werden. Die Personen reagieren in der Regel in dem Durchgang, der kompatibel zu ihrer Evaluation des Zielkonzepts ist, schneller als im anderen Durchgang.